# Симмонс, Кадамба
Када́мба Си́ммонс (англ. Kadamba Simmons; 7 мая 1974 года, Лондон, Англия — 14 июня 1998 года, там же) — британская актриса и фотомодель.

## Биография
Кадамба Анжел Симмонс родилась в 1974 году в Лондоне. С детства отличалась своенравием, в 16 лет оставила школу и дом. Благодаря знакомству с владельцем лейбла Nellee Hooper Мэттом Госсом, а также роману с музыкантом группы «Oasis» Лиамом Галлахером получила известность среди людей высшего класса населения Британии. Когда Кадамбе был 21 год, у неё были отношения с известным боксёром Насимом Хамедом, которые через шесть месяцев закончились из-за её злоупотребления алкоголем и употребления наркотиков.
К 1997 году Симмонс заметно устала от её образа жизни. По её словам, она заметила что её предыдущая жизнь во многом была лишена смысла. Семья Кадамбы рассказывала, что она стала избегать ночных клубов, начала читать литературу и смотреть классические фильмы. В 1998 году она отправилась в Индию со своей сестрой, Кумари, чтобы «найти себя». В Гоа она встретила 22-летнего Янива Малку, неблагополучного бывшего израильского солдата. На следующий день после встречи между ними возникли отношения. Когда Кумари вернулась в Лондон, Малка и Симмонс переехали в Берлин, где они работали в киоске по продаже фруктового сока. В июне 1998 года Симмонс вернулась в Лондон одна. Вскоре Малка позвонил ей, сказал что не может жить без неё, и если она откажется встретиться с ним, он покончит жизнь самоубийством. Симмонс согласилась. 13 июня Малка прибыл в Лондон и они вместе отправились на квартиру знакомого.

## Смерть
14 июня 1998 года её тело было найдено повешенным на кожаном ремне в душевой комнате. Малка сразу попал под подозрение. В ночь, прежде чем они встретились, Симмонс сказала своему отцу: «Он неудачник. Я не хочу, чтобы я в итоге оказалась в проигрыше. Он не может позаботиться о себе — как он может позаботиться обо мне?».
В тот же день полицейские полтора часа убеждали убийцу сдаться. Малка собирался прыгнуть с выступа пятого этажа студенческого общежития в университете, но так и не смог заставить себя сделать это и сдался. На следствии он убеждал, что после очередных интимных отношений на той квартире она попросила его убить её, а потом он также совершил бы суицид. 29 марта 1999 года за убийство Симмонс Малка был осуждён на пожизненный срок. Судья Элган Эдвардс сказал Малке, «У Кадамбы Симмонс была вся жизнь впереди. Перед ней были большие перспективы. Вы лишили её этой жизни. Вы причинили страдания ей и её семье и друзьям». В феврале 2000 года три судьи апелляционного суда единогласно отклонили его прошение о помиловании. В настоящий момент Малка по-прежнему отбывает наказание.
Фильмы «It’s Different for Girls», «Cash in Hand», «The Wonderland Experience» с участием Симмонс вышли уже после её смерти.

## Фильмография
| Год  |   | Русское название | Оригинальное название     | Роль            |
| ---- | - | ---------------- | ------------------------- | --------------- |
| 2002 | ф |                  | The Wonderland Experience | Джоди           |
| 1998 | ф |                  | Cash in Hand              | Ширли           |
| 1998 | ф |                  | It's Different for Girls  |                 |
| 1997 | ф | Генозавр 2       | Breeders                  | местная девушка |
| 1996 | ф | Мэри Райли       | Mary Reilly               | девушка         |
| 1995 | ф | Зловещая сила    | Grim                      | Кэти            |
| 1993 | с | Правила секса    | The Good Sex Guide        |                 |